# Guerre civile sierra-léonaise
La guerre civile sierra-léonaise se déroula du 23 mars 1991 au 18 janvier 2002 en Sierra Leone, un État d'Afrique de l'Ouest.

## Origine
La guerre civile est déclenchée par le Front révolutionnaire uni, avec à sa tête Foday Sankoh. Ce groupe est très proche de Charles Taylor, et on peut voir la guerre civile de Sierra Leone comme une extension de celle du Liberia.

## Chronologie

### 1991
Le 23 mars 1991, le RUF, composé d'une centaine de combattants, attaque deux villages de l'Est du pays. Les troupes gouvernementales de Sierra Leone sont alors envoyées par le général Joseph Momoh, au pouvoir depuis 1985.

### 1992
Du fait que les militaires et le RUF ne peuvent gagner du terrain l'un sur l'autre, des tensions naissent au sein de l'armée de Sierra Leone. Le 29 avril, un capitaine de 26 ans, Valentine Strasser, prend le pouvoir presque accidentellement. Il crée le Conseil national provisoire du gouvernement (NPRC), déclare l'état d'urgence et suspend certaines dispositions de la Constitution.
Le 29 décembre, à la suite d'une tentative de coup d'État, le NPRC fait exécuter 26 militaires soupçonnés de rébellion.

### 1993
En protestation des exécutions sommaires, le Royaume-Uni décide de suspendre son aide économique à partir de janvier 1993.
À la suite des pressions internationales, Valentine Strasser déclare, en octobre 1993, qu'il organisera des élections vers la fin 1995.

### 1995
De janvier à mai 1995, le RUF continue de mener des attaques en Sierra Leone. Petit à petit, le RUF se rapproche de la capitale. Prenant peur, le gouvernement décide de demander une aide extérieure. C'est ainsi que le 5e bataillon du 8e régiment de Gorkhas (Gurkhas) du contingent indien de la mission des Nations unies est dépêché pour protéger les mines de diamants contre les forces du front unifié de la libération, puis la société militaire privée sud-africaine Executive Outcomes, ainsi que les Kamajors (qui devinrent plus tard les Forces de défense civile (CDF), des chasseurs locaux issus de la Mende, un groupe ethnique du Sud et l'Est de la Sierra Leone, furent appelés pour prêter main-forte.
Le 2 octobre, une nouvelle tentative de coup d'État est déjouée alors que le président Strasser est à l'étranger.

### 1996
Le 16 janvier 1996, le vice-président Julius Maada Bio organise un coup d'État et écarte Valentine Strasser du pouvoir. Le nouvel homme fort de Sierra Leone commence alors à entamer des négociations avec le RUF.
Le 15 mars, des élections multipartites sont organisées. Elles portent Ahmad Tejan Kabbah, chef du Parti du peuple de Sierra Leone (SLPP), au poste de Président de la République avec 59,5 % des voix.
Le 22 avril, Ahmad Tejan Kabbah et Foday Sankoh se rencontrent à Abidjan pour établir un plan de paix.
Le 30 novembre, le RUF et le président Ahmad Tejan Kabbah signent un accord de paix à Abidjan. Julius Maada Bio, promu général, organise la phase de transition du pouvoir au profit du président Ahmad Tejan Kabbah. Le RUF est converti en parti politique et est désarmé. Tous les combattants du RUF sont amnistiés.

### 1997
Le 8 mars 1997, Foday Sankoh est arrêté au Nigeria pour détention d'une arme à feu. Le RUF déclenche alors des attaques dans toute la Sierra Leone.
Le 25 mai, l'AFRC (pour Armed Forces Revolutionary Council (en)), conduit par Johnny Paul Koroma, constitué d'un groupe d'anciens membres de l'armée de Sierra Leone, prend le pouvoir lors d'un coup d'État. Quelque temps après, le RUF et l'AFRC décident de s'allier pour diriger le pays.
Le 2 juin, 20 hommes du commando de Montfort (commandos marine français) sont envoyés sur place lors de l'opération Espadon pour évacuer près d'un millier de personnes de 21 nationalités différentes. Ces personnes seront rapatriées sur l’aviso Jean Moulin et la FS Germinal pour être débarquées à Conakry, en Guinée.
Le 29 août, la Communauté économique des États de l'Afrique de l'Ouest (CEDEAO) donne un mandat à sa force d'interposition (l'ECOMOG) pour réinstaller le président élu, Ahmad Tejan Kabbah, à son poste.
Des forces armées s'organisent pour résister contre le RUF et l'AFRC. Ces forces se font appeler les CDF (pour Civil Defence Forces (en)).
Le 8 octobre, le Conseil de sécurité des Nations unies vote à l'unanimité un embargo sur le pétrole et les armes à destination de la Sierra Leone.
Le 23 octobre, sous la pression de la communauté internationale, ainsi que des troupes de l'ECOMOG, le RUF signe l'accord de Conakry prévoyant le retour du président Ahmad Tejan Kabbah en avril 1998.

### 1998
Le 12 février 1998, le RUF et l'AFRC sont chassés du pouvoir par l'ECOMOG. Le gouvernement du président Ahmad Tejan Kabbah retourne au pouvoir officiellement le 10 mars.
Le 13 juillet, la Mission d’observation des Nations unies en Sierra Leone (MONUSIL) est créée pour veiller au désarmement des anciens combattants, à la bonne exécution de l'action humanitaire et au respect des droits de l'homme.
Le 23 octobre, Foday Sankoh est condamné à la peine de mort par la Haute Cour de justice de Freetown. Le colonel Sam Bockarie, nouveau chef du RUF, menace de « tuer tout ce qui est vivant » s'il advenait quelque chose au chef historique du mouvement.
Fin 1998, une offensive massive permet au RUF et à l'AFRC d'occuper pendant 3 semaines en janvier 1999 la capitale du pays, Freetown. Durant ces 3 semaines, la capitale est mise à feu et à sang lors de l'opération No Living thing (en français, « plus rien de vivant »). Le résultat est dramatique, plus de 6 000 morts seront recensés et des dizaines de milliers de personnes quittent la capitale comme ils le peuvent.

### 1999
La mission de la Monusil est prolongée de deux mois le 11 janvier et la Banque mondiale et le FMI suspendent leur aide au pays le 19 février.
Après avoir été chassées de la capitale, les troupes du RUF et de l'AFRC commettent des atrocités sur la population lors de leur retour dans leur bastion au nord du pays.
Le 7 juillet, le RUF et le gouvernement de Sierra Leone signent les accords de Lomé qui prévoient une amnistie des crimes antérieurs au traité, la libération de Foday Sankoh, l'entrée du RUF dans le gouvernement et surtout la création d'une commission chargée des ressources minières et de la reconstruction, dont la présidence devait être tenue par le chef du RUF.
Le 22 octobre, le Conseil de sécurité des Nations unies vote la résolution 1270. La Mission des Nations unies en Sierra Leone (MINUSIL) est alors créée. Elle a pour but de garantir le respect des accords de Lomé.

### 2000
Le 22 février 2000, le Parlement vote une loi créant la Commission « vérité et réconciliation » chargée d'enquêter sur les atrocités commises pendant la guerre civile.
Le 3 mai, 500 Casques bleus sont pris en otage par le RUF qui remet en cause le processus de paix et reproche à Kofi Annan de soutenir le chef de l'État, mais surtout ils veulent empêcher le redéploiement des Casques bleus près des mines de diamants.
Le 17 mai, Foday Sankoh, en fuite, est arrêté.
Les otages sont libérés le 28 mai après des interventions internationales auprès de Charles Taylor.
À la suite de la prise d'otages, l'opération Palliser (en) est déclenchée par l'Angleterre. Son but premier était d'évacuer les ressortissants de l’Union européenne et du Commonwealth. Mais après l'avoir fait, ses éléments sont restés en place pour soutenir les troupes régulières.
Le 5 juillet, la résolution 1306 (2000) (en) du Conseil de sécurité de l'ONU est votée. Un embargo sur le trafic illégal de diamants de Sierra Leone est appliqué, il vise principalement le trafic du RUF qui contrôle 90 % des zones diamantifères et le Liberia qui exporte 60 fois plus de pierres qu'il n'en produit (la différence entre la production et l'exportation vient du RUF).
Le 14 août, la résolution 1315 (2000) du Conseil de sécurité de l'ONU autorise la création du Tribunal spécial pour la Sierra Leone.
Le 10 novembre, un cessez-le-feu est signé à Abuja au Nigeria, entre le gouvernement et le RUF.

### 2001
La résolution 1343 du Conseil de sécurité de l'ONU est votée le 7 mars 2001. Elle décrète un embargo sur les armes à destination du Liberia. Elle exige également que le pays cesse son soutien au RUF et prenne des mesures concrètes pour arrêter le trafic et la vente de diamants provenant de Sierra Leone.
Le 30 mars 2001, le Conseil de sécurité de l'ONU adopte une résolution autorisant l'accroissement des Casques bleus de la MINUSUSIL pour passer de 6 000 à 17 500 militaires.
Fin 2001, plus de 3 000 enfants soldats sont relâchés par le RUF et les CDF. Le RUF s'engage également à relâcher les femmes sierra-léonaises et guinéennes enlevées.

### 2002
En janvier 2002, plus de 47 000 combattants sont désarmés et démobilisés. La guerre civile de Sierra Leone prend officiellement fin le 18 janvier. Le 28 février, l'état d'urgence est levé.
Le 4 mars, débute le procès de Foday Sankoh. Il est ajourné à plusieurs reprises.
Le 14 mai, le président sortant, Ahmad Tejan Kabbah, est réélu avec 70,6 % des voix.

## Les victimes
Cette guerre civile a fait environ 120 000 morts. La CIA et diverses organisations indiquent environ 200 000 morts. Plusieurs milliers de personnes ont été mutilées délibérément, notamment par l'amputation des mains pour les empêcher de travailler et surtout de voter. Plus de 2 millions et demi de personnes (le tiers de la population) ont été déplacées.
En plus de cela, des enfants (garçons et filles) ainsi que des femmes ont été enlevés. Les garçons étaient enrôlés de force comme enfants soldats. Les filles et les femmes étaient transformées en esclaves sexuelles.
L’IRIN, un service du Bureau de la coordination des affaires humanitaires des Nations unies a mené en 2008 une étude minutieuse sur les orphelins de guerre à Koindu. Cette étude de cas précis (un panel de 180 enfants incluant une moitié d’orphelin) permet de comprendre en profondeur ce qui se passe à plus grande échelle dans le pays. Ces orphelins ont perdu leurs parents pendant la guerre, parfois en assistant à leurs massacres. Certains ont été forcés de les tuer eux-mêmes.
Trois points nécessitent une attention particulière.
Un taux de suicide extrêmement élevé a été constaté. 59 % des enfants disent avoir déjà été témoin d’un suicide et 70 % y ont déjà pensé pour eux-mêmes. Des 90 enfants interrogés, seulement 8 ne présentaient pas de propension au suicide. Ces enfants en proie à la dépression présentent une très mauvaise estime d’eux-mêmes, de faibles compétences sociales et souvent des stress post-traumatiques. Les communautés du pays ont pleine connaissance de ce phénomène de suicide massif. Les solutions qu’elles y apportent sont cependant contre-productives. L’enfant surpris lors d’une tentative de suicide est battu ou livré à la police.
Des préjudices au développement des jeunes filles sont également à noter. La moitié des répondantes était déjà tombée enceinte et beaucoup de filles avaient développé des maladies sexuellement transmissibles. Plusieurs jeunes filles se livrent à la prostitution comme moyen de subsistance.
On constate un effondrement des structures sociales. Les valeurs culturelles et le sens de la communauté se sont effacés. La pauvreté extrême des familles explique qu’elles sont incapables d’accueillir un enfant orphelin.
En 2021, un rapport d'Amnesty International met en avant la persistance de nombreux traumatismes encore liés à la guerre civile ainsi qu'à l'épidémie d'Ebola. Les troubles mentaux qui leur sont liés sont mal pris en charge, et souvent stigmatisé par la population.

## Liens avec le Liberia et le Burkina Faso
Le Liberia de Charles Taylor est le principal responsable de la guerre civile de Sierra Leone.
Charles Taylor a toujours désiré étendre sa domination aux riches provinces diamantifères de Sierra Leone. C'est pour cette raison qu'il a toujours soutenu, militairement, économiquement et politiquement, le RUF de Foday Sankoh.
Les rebelles ont également été alimentés en armes par le président du Burkina Faso,  Blaise Compaoré. Le groupe d'experts de l'ONU chargé de surveiller le respect de l’embargo sur les armes appliqué au Sierra Leone estime qu'un arsenal d'au moins 68 tonnes arrive à Ouagadougou en mars 1999 avant d’être réexpédié au Liberia et enfin au Sierra Leone. Ces armes, officiellement destinées à l'armée burkinabée, ont été achetées au marchand d'armes israélien Leonid Minin.

## Le Tribunal spécial pour la Sierra Leone
En raison des différents crimes commis durant le conflit, notamment des crimes contre l'humanité ainsi que des crimes de guerre, le Conseil de sécurité de l'ONU décida la création d'un Tribunal spécial pour la Sierra Leone (TSSL).
En 2012, Charles Taylor est condamné par ce tribunal à cinquante ans de prison pour crimes contre l'humanité et crimes de guerre.

## Suites
En 2002, après la contribution apportée par la Force de maintien de la paix des Nations unies au Bangladesh dans la guerre civile sierraléonaise dans le cadre de la mission des Nations unies en Sierra Leone, le gouvernement d'Ahmad Tejan Kabbah a déclaré le bengali langue officielle honoraire en décembre 2002,,,,.

## Livres, films et reportages
- Histoire de la Sierra Leone
- Le roman Salone, replace la guerre civile dans l'histoire de Sierra Leone au XXe siècle. Roman de Laurent Bonnet aux Éditions Vents d'Ailleurs, 2012.
- Le nouvel ordre mondial, film documentaire de Philippe Diaz avec Michel Piccoli, 2001.
- Ces années assassinées, roman d'Anne-Carole Salces Y Nedeo, Éditions l'harmattan.
- Corps et Cœurs Brisés, roman de Tim Adams, Éd. Bloomsbury, Londres, 2009.
- Le Fond du problème, roman de Graham Greene, 1947.
- Blood Diamond, film d'Edward Zwick, 2007.
- Allah n'est pas obligé, livre d'Ahmadou Kourouma.
- Ismael Beah, A long way gone: memoirs of a child soldier, Sarah Crichton Books, 2007.
- Lord of War, film d'Andrew Niccol, 2005.